# Goodenia convexa
Goodenia convexa är en tvåhjärtbladig växtart som beskrevs av R. Carolin. Goodenia convexa ingår i släktet Goodenia och familjen Goodeniaceae. Inga underarter finns listade i Catalogue of Life.